# Espéraza
Espéraza è un comune francese di 2 096 abitanti situato nel dipartimento dell'Aude nella regione dell'Occitania.

## Società

### Evoluzione demografica
Abitanti censiti